# Ibn Báddzsa
Ibn Báddzsa (arabul: ابن باجه, latinul: Avempace, Aven Pace), teljes nevén Abú Bakr Mohammed ben Jahja Ibn Báddzsa, melléknevén Ibn al-Száigh ('az aranyműves fia'), (Zaragoza, 1095 körül – Fez, 1138) középkori arab orvos és filozófus a hispániai Andalúziában.
A 11. század vége felé született Zaragozában, ahol már fiatal korában az Almoravida fejedelem ottani helytartójának első tanácsadója volt. 1119-ben Sevillába, később Granadába költözött, majd pedig Fezben telepedett meg, és az Almoravida fejedelmek kegyében részesült. 1138-ban – egyesek szerint irigykedő orvostársaitól megmérgezve – halt meg.
Ibn Báddzsa volt az első, aki a peripatetikus filozófiát Andalúziában meghonosította. Műveiben leginkább ezzel foglalkozott, van azonban orvostani és költészeti munkája is; ugyanakkor kitűnően értett a zenéhez. Leghíresebb műve a Tabdir al-mutavahhid ('A magános ember vezetése') címet viseli: Ibn Báddzsa ebben azt az utat mutatja, amelyen haladva az ember a társadalmi élet akadályai között öntökéletesítését elérheti. Al-Gazáli misztikus törekvéseivel szemben Ibn Báddzsa azt tanítja, hogy csakis a spekulatív ismeretek útján lehet a szellemi tökéletesedést elérni.